# 船帆座IS
船帆座IS，又名CD-47 3653，HD 68324、SAO 219515、HR 3213，是船帆座的一颗恒星，视星等为5.23，位于銀經263.33，銀緯-7.98，其B1900.0坐标为赤經8h 6m 40.7s，赤緯-47° -7.98′ 31″。